# Geoffrey Palmer
Geoffrey Dyson Palmer, född 4 juni 1927 i London, död 5 november 2020 i The Lee, Buckinghamshire, var en brittisk skådespelare. Palmer medverkade i TV-serien Par i karriären samt filmer som En fisk som heter Wanda, Ursäkta, vad är klockan och Bondfilmen Tomorrow Never Dies.
I Storbritannien var Palmer en ofta sedd skådespelare i engelska komediserier på TV. Den mest långlivade är den populära As Time Goes By, som gjordes mellan åren 1992 och 2005, där han spelade mot Judi Dench. Här spelar Palmer den typiske buttre engelsmannen som kastar ur sig bitska kommentarer.
Andra serier Palmer gästspelat i är Svarte Orm och Pang i bygget. I den senare spelade han doktorn i avsnittet med den döda hotellgästen.
I TV-serien Par i karriären (1986) spelade Palmer mot Penelope Keith. I serien arbetade de på samma bokförlag och var i hemlighet gifta, vilket ledde till tilltrasslade situationer. När serien fortsatte året efteråt ersattes Palmer av Peter Bowles (som tidigare spelat mot Keith i Ombytta roller).

## Filmografi i urval
- A Prize of Arms (1962)
- Incident at Midnight (1963)
- The Engagement (1970)
- O Lucky Man! (1973)
- The Battle of Billy's Pond (1976)
- 1978–1983 – Butterflies (TV-serie)
- 1979 – Pang i bygget (TV-serie)
- Hoppla vi dör (TV) (1982)
- Ett expertvittnes död (TV-serie) (1983)
- Waters of the Moon (TV) (1983)
- The Honorary Consul (1983)
- A Zed & Two Noughts (1985)
- Ursäkta, vad är klockan (1986)
- Season's Greetings (TV) (1986)
- 1988 – En fisk som heter Wanda
- 1988 – Hawks
- 1992–2005 – As Time Goes By (TV-serie)
- 1994 – Den galne kung George
- 1995 – Full Throttle (TV-film)
- 1997 – Hennes majestät Mrs Brown (Mrs. Brown)
- 1997 – Tomorrow Never Dies
- 1998 – Alice i spegellandet (TV) (Alice Through the Looking Glass)
- 1998 – Fool, Britannia! (Stiff Upper Lips)
- 1999 – Anna och kungen
- 2000 – Rat
- 2003 – Absolute Power (TV-serie)
- 2003 – Peter Pan
- 2005 – The Man-Eating Leopard of Rudraprayag (TV)
- 2006 – Bortspolad
- 2009 – Rosa pantern 2
- 2014 – Paddington